# Chilton County
Chilton County is een county in de Amerikaanse staat Alabama.
De county heeft een landoppervlakte van 1.797 km² en telt 39.593 inwoners (volkstelling 2000). De hoofdplaats is Clanton.

## Foto's

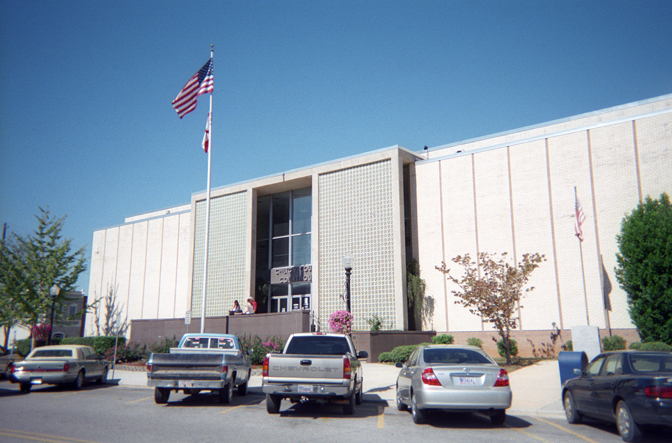
Rechtbank
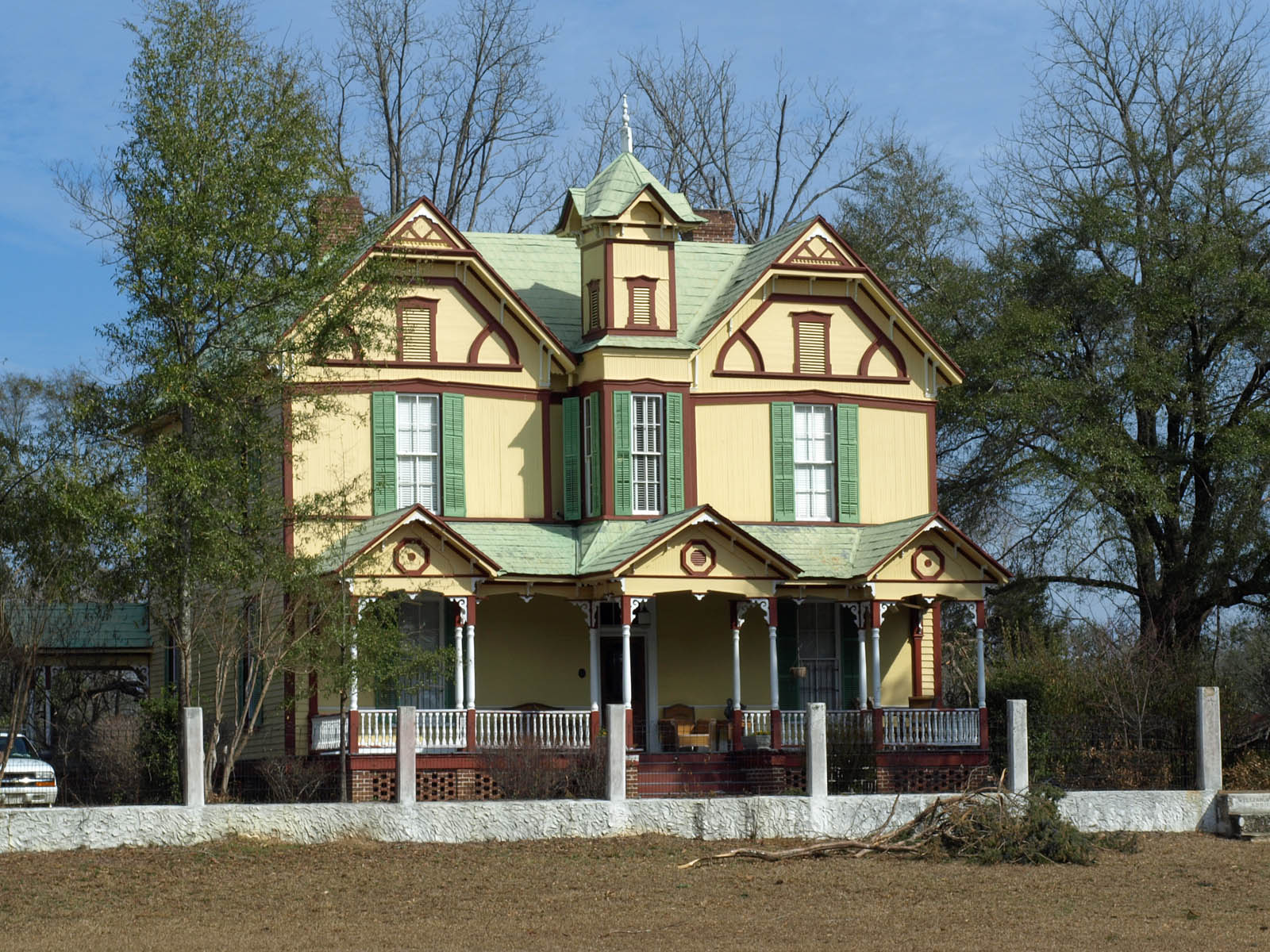
Boerderij